# Adílson Batista
Adílson Batista (nacido el 16 de marzo de 1968) es un exfutbolista brasileño que se desempeñaba como defensa.
Adílson Batista jugó 4 veces para la selección de Brasil entre 1990 y 1991.

## Clubes

### Como futbolista
| Club                 | País   | Año       |
| -------------------- | ------ | --------- |
| Athletico Paranaense | Brasil | 1986–1989 |
| Cruzeiro             | Brasil | 1989-1993 |
| Internacional        | Brasil | 1993      |
| Atlético Mineiro     | Brasil | 1994      |
| Grêmio               | Brasil | 1994-1996 |
| Júbilo Iwata         | Japón  | 1997-1999 |
| Corinthians          | Brasil | 2000      |

### Como entrenador
| Club                 | País   | Año       |
| -------------------- | ------ | --------- |
| Mogi Mirim           | Brasil | 2001      |
| América de Natal     | Brasil | 2002      |
| Avaí                 | Brasil | 2002–2003 |
| Paraná Clube         | Brasil | 2003      |
| Grêmio               | Brasil | 2003–2004 |
| Paysandu             | Brasil | 2004      |
| Sport                | Brasil | 2005      |
| Figueirense          | Brasil | 2005–2006 |
| Júbilo Iwata         | Japón  | 2006–2007 |
| Cruzeiro             | Brasil | 2008–2010 |
| Corinthians          | Brasil | 2010      |
| Santos               | Brasil | 2010–2011 |
| Athletico Paranaense | Brasil | 2011      |
| São Paulo            | Brasil | 2011      |
| Atlético Goianiense  | Brasil | 2012      |
| Figueirense          | Brasil | 2013      |
| Vasco da Gama        | Brasil | 2013–2014 |
| Joinville            | Brasil | 2015      |
| América Mineiro      | Brasil | 2018      |
| Ceará                | Brasil | 2019      |
| Cruzeiro             | Brasil | 2019–2020 |
| Londrina             | Brasil | 2022      |
| Botafogo (SP)        | Brasil | 2023      |
| Amazonas             | Brasil | 2024      |

## Estadística de equipo nacional
| Selección de fútbol de Brasil | Selección de fútbol de Brasil | Selección de fútbol de Brasil |
| Año                           | Partidos                      | Goles                         |
| ----------------------------- | ----------------------------- | ----------------------------- |
| 1990                          | 3                             | 0                             |
| 1991                          | 1                             | 0                             |
| Total                         | 4                             | 0                             |

## Palmarés

### Como jugador

#### Campeonatos nacionales/regionales
| Título                | Club                 | País               | Año  |
| --------------------- | -------------------- | ------------------ | ---- |
| Campeonato Paranaense | Athletico Paranaense | Paraná             | 1988 |
| Campeonato Mineiro    | Cruzeiro             | Minas Gerais       | 1990 |
| Campeonato Mineiro    | Cruzeiro             | Minas Gerais       | 1992 |
| Campeonato Gaúcho     | Grêmio               | Río Grande del Sur | 1995 |
| Campeonato Gaúcho     | Grêmio               | Río Grande del Sur | 1996 |

#### Campeonatos nacionales
| Título               | Club   | País   | Año  |
| -------------------- | ------ | ------ | ---- |
| Campeonato Brasileño | Grêmio | Brasil | 1996 |

#### Campeonatos internacionales
| Título                 | Equipo       | Sede           | Año  |
| ---------------------- | ------------ | -------------- | ---- |
| Supercopa Sudamericana | Cruzeiro     | Belo Horizonte | 1991 |
| Supercopa Sudamericana | Cruzeiro     | Avellaneda     | 1992 |
| Copa Libertadores      | Grêmio       | Medellín       | 1995 |
| Recopa Sudamericana    | Grêmio       | Kōbe           | 1996 |
| Supercopa Asiática     | Júbilo Iwata | Jeddah         | 1999 |
| Mundial de Clubes      | Corinthians  | Río de Janeiro | 2000 |

### Como entrenador

#### Torneos regionales
| Título                 | Club             | Estado               | Año  |
| ---------------------- | ---------------- | -------------------- | ---- |
| Campeonato Potiguar    | América de Natal | Río Grande del Norte | 2002 |
| Campeonato Catarinense | Figueirense      | Santa Catarina       | 2006 |
| Campeonato Mineiro     | Cruzeiro         | Minas Gerais         | 2008 |
| Campeonato Mineiro     | Cruzeiro         | Minas Gerais         | 2009 |